# Cleora decisaria
Cleora decisaria är en fjärilsart som beskrevs av Walker 1866. Cleora decisaria ingår i släktet Cleora och familjen mätare. Inga underarter finns listade i Catalogue of Life.